# Autoritratto con libro di musica
L'Autoritratto con libro di musica è un dipinto di Marietta Robusti, detta la Tintoretta perché figlia di Jacopo Robusti, il Tintoretto.

## Storia e descrizione
L'opera viene datata intorno al 1580. Le notizie su di essa partono dal 1675, quando il cardinale Leopoldo de' Medici, note per i suoi interessi di collenista d'opere d'arte, pagò per questo autoritratto 125 ducati, attraverso il suo emissario Marco Boschini, al fine di alimentare la sua rara e preziosa collezione di autoritratti di artisti famosi. Marco Boschini scrisse cardinale Leopoldo de' Medici: Circa poi al ritratto di Marieta Tintoretta questo sì certo che noi lo teniamo per vero e reale, sì della sua effigie come di sua mano, e quando anco fosse quello dice l'Altezza Vostra che il padre li avesse dato qualche penelata, che questo noi non l'acertiamo, ma dato che fosse questo, sarebbe stato come si suol dire qui in Venezia, poner lo zuchero sopra la torta.
In questo dipinto la Tintoretta si rappresenta vestita di una morbida veste a minute piegoline increspate, color grigio perla e con trasparenze rosate alla gonna e allo scollo, con un vezzo di vere perle girocollo, e con i capelli biondi spartiti in mezzo alla fronte e raccolti in treccioline. 

Pittrice ma anche musicista, Marietta si autoritrae in piedi, davanti a una spinetta, sfiorando con le dita della mano destra i tasti, quasi a voler mostrare la sua abilità nel suonare lo strumento. mentre nella mano sinistra esibisce un libro di musica a stampa. Si tratta del libro-parte del Cantus dal Primo libro de madrigali di Philippe Verdelot (Venezia, 1533), aperto alla pagina 24, in cui si compare il madrigale Madonna per voi ardo.

La rappresentazione per tre quarti, con il corpo della giovane donna leggermente ruotato e lo sguardo rivolto verso sinistra, fa pensare che l'opera venne dipinta allo specchio, e che dunque si tratti di un vero e proprio autoritratto.
Nell'autoritratto, bellezza e grazia femminili sono state associate alle arti della musica e della pittura: espressioni che si addicevano a dame colte e agiate di quel tempo. Marietta, andata in sposa all'argentiere Jacopo d'Augusta, rimase ancorata alla natìa Venezia, sacrificata anche dall'amore possessivo di suo padre, il pittore Jacopo Robusti detto il Tintoretto.
Altri due autoritratti, attribuiti a Marietta Robusti, sono alla Galleria Borghese a Roma, e al Kunsthistorisches Museum di Vienna; ma è dubbia la loro autenticità, perché non suffragata da documenti d'epoca.

### Esposizioni
- 2011, Autoritratte: artiste di "capriccioso e destrissimo ingegno", Firenze.[3]